# Cambo-les-Bains
Cambo-les-Bains település Franciaországban, Pyrénées-Atlantiques megyében. Lakosainak száma 6715 fő (2022. január 1.). Cambo-les-Bains Halsou, Hasparren, Itxassou, Larressore, Louhossoa és Macaye községekkel határos.

## Népesség
A település népességének változása:
| Lakosok száma | 6672 | 6708 | 6763 | 6551 | 6609 | 6622 | 6623 | 6669 | 6715 |
|               | 2013 | 2015 | 2016 | 2017 | 2018 | 2019 | 2020 | 2021 | 2022 |